# Кобјајски рејон
Кобјајски рејон или Кобјајски улус (рус. Кобяйский район) је један од 34 рејона Републике Јакутије у Руској Федерацији. Налази се у сјеверном дијелу централне Јакутије и заузима површину од 107.800 км². 
Рељеф рејона на сјеверу и североистоку обухвата Верхојанске планине, а остатак рејона лежи на Средњојакутској висоравни. Најважнија ријека је Лена, а у долинама има много језера, од којих је највеће Неђели.
Територију овог рејона су одавнина насељавала разна племена Евена, Евеникија и Јакута. Руски досељеници су дошли тек са развојем рударства у овом рејону.
Административни центар рејона је насеље Сангар.
Укупнан број становника у рејону је 13.103 (2010).(по попису из 1989. рејон је има 20.400 становника) Већину садашњег становништва чине Јакути (65%), те Руси, Евени, Евенки и Украјинци.